# Otro rosa
Otro rosa es el cuarto álbum de estudio de A–Tirador Láser, lanzado a fines de 2002. El grupo realiza un trabajo completamente experimental, mucho más pop, influenciado por bandas eléctonicas como Logic System. El corte de difusión fue "Rasante oscuridad", considerado como un clásico de la banda.

## Lista de temas
1. Noche
2. Rasante oscuridad
3. Suerte
4. Atemporal
5. Cambiar
6. Admiración
7. Otro rosa
8. Así
9. Olvídalo
10. Con o sin
11. Baile
12. Tan folk
13. Tus lujos
14. Los dejo
15. Relato
16. El ido
17. Globos de gas
18. Mi amor se va
19. Extra
20. Outro

- Letra, música y arreglos: Lucas Martí.

## Músicos
- Lucas Martí: Guitarra, voz, teclados, sequencer, armónica, batería.
- Migue García: Voz, piano Wurlitzer, teclados.
- Paco Arancibia: Bajo.
- Marcelo Baraj: Batería.

## Invitados
- Fernando Samalea: Batería, percusión.
- Ricardo Mollo: Guitarra e-bow.
- Claudio Cardone: Piano acústico, teclados.
- Diego Galaz: Violín.
- Yul Acri: Rhodes, teclados.
- Emmanuel Horvilleur: Voz.
- Leo Minax
- D.J Felipe: Ambientes, Noises.
- María Eva Albistur: Coros, bajo, contrabajo.
- Marina Sorín: Chelo.
- Natalia Cabrera: Voz.

## Ficha técnica
- Mezclado y masterizado en Avesexua por Lucas Martí y Yul Acri.
- Dibujos: Nahuel Vecino.
- Diseño gráfico: Javier Barilaro.

- Datos: Q6054652